# Jaime Enrique Monroy Perdomo
Jaime Enrique Monroy Perdomo, destacado deportista colombiano de la especialidad de bolos que fue campeón suramericano en Medellín 2010.

## Trayectoria
La trayectoria deportiva de Jaime Enrique Monroy Perdomo se identifica por su participación en los siguientes eventos nacionales e internacionales:

### Juegos Suramericanos
Fue reconocido su triunfo de ser el undécimo deportista con el mayor número de medallas de la selección de  Colombia en los juegos de Medellín 2010.

#### Juegos Suramericanos de Medellín 2010
Su desempeño en la novena edición de los juegos, se identificó por ser el vigésimo tercero deportista con el mayor número de medallas entre todos los participantes del evento, con un total de 6 medallas:

- , Medalla de oro: Bowling Trios Men
- , Medalla de oro: Bolos Equipos 4 Jugadores Hombres
- , Medalla de oro: Bolos Equipos Hombres Todos los Eventos
- , Medalla de plata: Bolos Sencillo Hombres Todos los Eventos
- , Medalla de plata: Bolos Masters Hombres
- , Medalla de bronce: Bolos Dobles masculino

## Campeonato Mundial de Bolos
Monroy junto a Jorge Romero, Manuel Otálora, Fabio García y Jaime Gómez ganaron la medalla de bronce por equipos en el Campeonato Mundial de Mayores Masculino de Bolos realizado en Múnich 2010.
- , Medalla de bronce: Equipo Hombres